# Korakophorus bispinosus
Korakophorus bispinosus är en mångfotingart som beskrevs av Carl Graf Attems 1935. Korakophorus bispinosus ingår i släktet Korakophorus och familjen Odontopygidae. Inga underarter finns listade i Catalogue of Life.